# Бондарь Сергій Анатолійович
Сергі́й Анато́лійович Бо́ндарь (1986—2022) — старший солдат Збройних Сил України, учасник російсько-української війни.

## Життєпис
Народився 1 лютого 1986 року в місті Охтирка Сумської області.
Військову службу проходив у 91-му окремому Охтирському полку підтримки.
Загинув 26 лютого 2022 в районі міста Охтирка.
Похований на алеї слави в місті Охтирка.

## Нагороди та вшанування
- Орден «За мужність» III ступеня[1].
- Почесний громадянин міста-героя Охтирки.